# Semaine des As 2012
Navigation
Pau 2011 Disneyland Paris 2013
La Xe édition de la Semaine des As de basket-ball se déroule du 16 au 19 février 2012 à la Halle André Vacheresse de Roanne.

## Contexte
À l'issue de la quinzième journée de la saison 2011-2012 du championnat de Pro A, les huit premières équipes (ou les sept premières plus le club organisateur) sont qualifiées pour la compétition. Celle-ci se joue alors sur quatre jours, à partir des quarts de finale, suivant le format des matches à élimination directe. La Chorale de Roanne est automatiquement qualifiée en tant que club organisateur de l'événement.

## Résumé

### Qualifications
Les huit équipes qualifiées sont reversées dans deux chapeaux (un chapeau pour les équipes classées de 1 à 4 et un deuxième chapeau pour les équipes classées de 5 à 8) pour le tirage au sort des rencontres. Ce tirage est effectué lors de la mi-temps du match opposant le BCM Gravelines-Dunkerque à la Chorale de Roanne, le vendredi 27 janvier 2012.

#### Équipes qualifiées
Classement des huit premières équipes de Pro A à l'issue de la 15e journée de la saison 2011-2012 :
| Rang | Équipe                       | Pts | J  | G  | P | Pp   | Pc   | Diff |
| ---- | ---------------------------- | --- | -- | -- | - | ---- | ---- | ---- |
| 1    | BCM Gravelines-Dunkerque (T) | 28  | 15 | 13 | 2 | 1220 | 990  | 230  |
| 2    | Chalon-sur-Saône             | 27  | 15 | 12 | 3 | 1223 | 1122 | 101  |
| 3    | SLUC Nancy                   | 26  | 15 | 11 | 4 | 1202 | 1112 | 90   |
| 4    | Le Mans                      | 26  | 15 | 11 | 4 | 1270 | 1199 | 71   |
| 5    | Paris-Levallois              | 25  | 15 | 10 | 5 | 1223 | 1203 | 20   |
| 6    | Orléans                      | 25  | 15 | 10 | 5 | 1137 | 1054 | 83   |
| 7    | Cholet Basket                | 22  | 15 | 7  | 8 | 1231 | 1194 | 37   |
| 8    | Roanne (O)                   | 22  | 15 | 7  | 8 | 1172 | 1202 | -30  |

O : La Chorale de Roanne est le club organisateur de la Semaine des As 2012.
T : Le BCM Gravelines-Dunkerque est le tenant du titre.

#### Chapeaux
| Pot 1                                                        | Pot 2                                        |
| ------------------------------------------------------------ | -------------------------------------------- |
| BCM Gravelines-Dunkerque Chalon-sur-Saône SLUC Nancy Le Mans | Paris-Levallois Orléans Cholet Basket Roanne |

### Finale
Chalon-sur-Saône 73 / 66 BCM Gravelines-Dunkerque

## Tableau
|  | Quarts de finale   | Quarts de finale | Quarts de finale   | Quarts de finale |                  |                  | Demi-finales     | Demi-finales     | Demi-finales     | Demi-finales     |  |  | Finale             | Finale             | Finale             | Finale             |
|  |                    |                  |                    |                  |                  |                  |                  |                  |                  |                  |  |  |                    |                    |                    |                    |
|  | 16 février - 18h   | 16 février - 18h | 16 février - 18h   | 16 février - 18h |                  |                  | 18 février - 18h | 18 février - 18h | 18 février - 18h | 18 février - 18h |  |  | 19 février - 18h45 | 19 février - 18h45 | 19 février - 18h45 | 19 février - 18h45 |
|  | 16 février - 18h   | 16 février - 18h | 16 février - 18h   | 16 février - 18h |                  |                  | 18 février - 18h | 18 février - 18h | 18 février - 18h | 18 février - 18h |  |  | 19 février - 18h45 | 19 février - 18h45 | 19 février - 18h45 | 19 février - 18h45 |
|  | 4                  | Le Mans          | 88                 | 88               |                  |                  | 18 février - 18h | 18 février - 18h | 18 février - 18h | 18 février - 18h |  |  | 19 février - 18h45 | 19 février - 18h45 | 19 février - 18h45 | 19 février - 18h45 |
|  | 4                  | Le Mans          | 88                 | 88               |                  |                  | 18 février - 18h | 18 février - 18h | 18 février - 18h | 18 février - 18h |  |  | 19 février - 18h45 | 19 février - 18h45 | 19 février - 18h45 | 19 février - 18h45 |
|  | 6                  | Orléans          | 77                 | 77               |                  |                  | 18 février - 18h | 18 février - 18h | 18 février - 18h | 18 février - 18h |  |  | 19 février - 18h45 | 19 février - 18h45 | 19 février - 18h45 | 19 février - 18h45 |
|  | 6                  | Orléans          | 77                 | 77               | Le Mans          | Le Mans          | 56               | 56               |                  |                  |  |  | 19 février - 18h45 | 19 février - 18h45 | 19 février - 18h45 | 19 février - 18h45 |
|  | 16 février - 20h30 |                  |                    |                  | Le Mans          | Le Mans          | 56               | 56               |                  |                  |  |  | 19 février - 18h45 | 19 février - 18h45 | 19 février - 18h45 | 19 février - 18h45 |
|  |                    |                  | Gravelines         | Gravelines       | 71               | 71               |                  |                  |                  |                  |  |  | 19 février - 18h45 | 19 février - 18h45 | 19 février - 18h45 | 19 février - 18h45 |
|  | 1                  | Gravelines       | Gravelines         | Gravelines       | 71               | 71               | 64               | 64               |                  |                  |  |  | 19 février - 18h45 | 19 février - 18h45 | 19 février - 18h45 | 19 février - 18h45 |
|  | 1                  | Gravelines       | 18 février - 20h30 |                  |                  |                  | 64               | 64               |                  |                  |  |  | 19 février - 18h45 | 19 février - 18h45 | 19 février - 18h45 | 19 février - 18h45 |
|  | 8                  | Roanne           | 55                 | 55               |                  |                  |                  |                  |                  |                  |  |  | 19 février - 18h45 | 19 février - 18h45 | 19 février - 18h45 | 19 février - 18h45 |
|  | 8                  | Roanne           | 55                 | 55               | Gravelines       | Gravelines       | 66               | 66               |                  |                  |  |  |                    |                    |                    |                    |
|  | 17 février - 18h   |                  |                    |                  | Gravelines       | Gravelines       | 66               | 66               |                  |                  |  |  |                    |                    |                    |                    |
|  |                    |                  | Chalon-sur-Saône   | Chalon-sur-Saône | 73               | 73               |                  |                  |                  |                  |  |  |                    |                    |                    |                    |
|  | 2                  | Chalon-sur-Saône | Chalon-sur-Saône   | Chalon-sur-Saône | 73               | 73               | 92               | 92               |                  |                  |  |  |                    |                    |                    |                    |
|  | 2                  | Chalon-sur-Saône |                    |                  |                  |                  |                  |                  |                  |                  |  |  |                    |                    |                    |                    |
|  | 5                  | Paris-Levallois  | 84                 | 84               |                  |                  |                  |                  |                  |                  |  |  |                    |                    |                    |                    |
|  | 5                  | Paris-Levallois  | 84                 | 84               | Chalon-sur-Saône | Chalon-sur-Saône | 106              | 106              |                  |                  |  |  |                    |                    |                    |                    |
|  | 17 février - 20h30 |                  |                    |                  | Chalon-sur-Saône | Chalon-sur-Saône | 106              | 106              |                  |                  |  |  |                    |                    |                    |                    |
|  |                    |                  | Nancy              | Nancy            | 66               | 66               |                  |                  |                  |                  |  |  |                    |                    |                    |                    |
|  | 3                  | Nancy            | Nancy              | Nancy            | 66               | 66               | 78               | 78               |                  |                  |  |  |                    |                    |                    |                    |
|  | 3                  | Nancy            |                    |                  |                  |                  |                  | 78               |                  |                  |  |  |                    |                    |                    |                    |
|  | 7                  | Cholet           | 74                 | 74               |                  |                  |                  |                  |                  |                  |  |  |                    |                    |                    |                    |
|  | 7                  | Cholet           | 74                 | 74               |                  |                  |                  |                  |                  |                  |  |  |                    |                    |                    |                    |
|  |                    |                  |                    |                  |                  |                  |                  |                  |                  |                  |  |  |                    |                    |                    |                    |

## MVP de la compétition
Blake Schilb (Chalon-sur-Saône).